# Пюла
Пюла (в верхнем течении — Верхопюлье) — река в Пинежском районе Архангельской области России.
Впадает в Пинегу по левому берегу в 430 км от её устья. Напротив устья реки находится деревня Сульца. Длина реки 96 км, площадь водосборного бассейна — 822 км². Питание смешанное, с преобладанием снегового. В нижнем течении устья реку пересекает автомобильный мост грузоподъёмностью 90 тонн. На правом берегу реки находится деревня Шиднема Сосновского сельского поселения. Притоки: Пюльская Шавья, Пима, Вырвей, Ремлюга, Кавья.